# Ptiliolum spencei
Ptiliolum spencei är en skalbaggsart som först beskrevs av Allibert 1844.  Ptiliolum spencei ingår i släktet Ptiliolum, och familjen fjädervingar. Enligt den finländska rödlistan är arten nationellt utdöd i Finland. Arten är reproducerande i Sverige.

## Bildgalleri

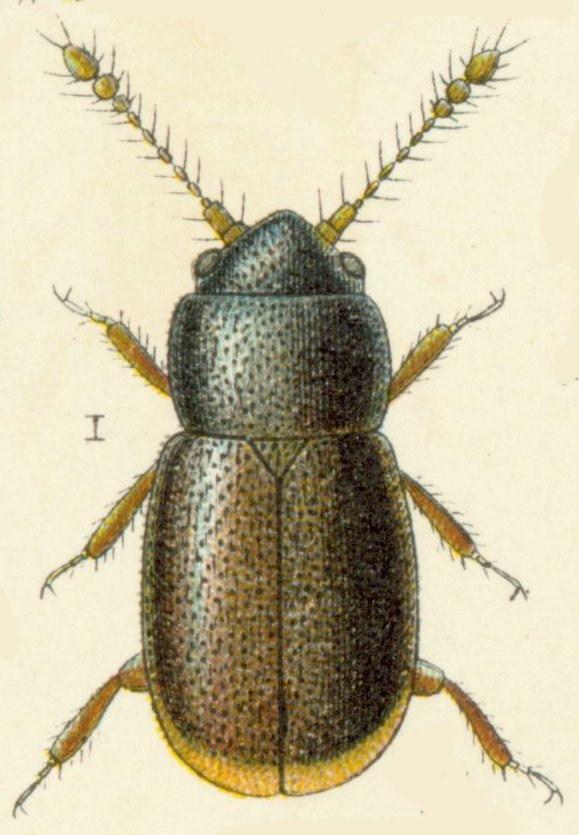